# Aló ciudadano
Aló ciudadano fue un programa de radio y televisión venezolano conducido por Leopoldo Castillo, Sheina Chang, Pedro Pablo Peñaloza y María Alejandra Trujillo. Sus inicios se remontan al año 2002, siendo transmitido solamente por radio específicamente a través del Circuito Nacional Belfort (CNB) (102.3 FM) hacia finales de 2002 también se comienza a transmitir por el canal Globovisión de lunes a viernes de 05:00 a 08:00 pm. A partir de diciembre de 2002 se comienza a emitir de domingo a viernes motivado principalmente por los acontecimientos del paro petrolero en Venezuela de 2002-2003. Luego del cierre de manera arbitraria del Circuito Nacional Belfort por parte de la Comisión Nacional de Telecomunicaciones de Venezuela (Conatel), el audio del programa se comienza a transmitir simultáneamente por Radio Caracas Radio (750 AM).

## Formato

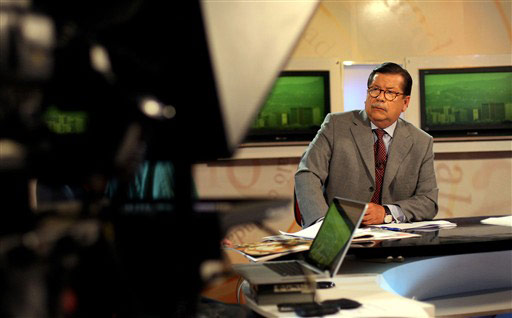
Leopoldo Castillo, presentador principal del programa.

Se trató de un espacio en donde se discutían temas de actualidad, y se les daba la posibilidad a los televidentes de dar su opinión comunicándose por teléfono al programa. Se emitió de lunes a viernes de 05:00 a 08:00 pm (Hora de Venezuela) por Globovisión. Se estrenó el 27 de septiembre de 2002.
También se podía participar por medio del teléfono móvil, ya que todos los días se realizaba una encuesta que se podía contestar enviando un mensaje de texto. Aunque para el 2012 esta opción es eliminada. En 2013 el programa empieza una gira en vivo por varias partes de Venezuela y suaviza un poco su línea editorial.

## Conductores
| Actuales       | Actuales                 | Actuales  |
| País de origen | Nombre                   | Período   |
| -------------- | ------------------------ | --------- |
| Venezuela      | Leopoldo Castillo        | 2002-2013 |
| Venezuela      | Sheina Chang             | 2005-2013 |
| Venezuela      | María Alejandra Trujillo | 2011-2013 |
| Suplentes      |                          |           |
| País           | Nombre                   | Período   |
| Venezuela      | Nitu Pérez Osuna         | 2002-2013 |
| Venezuela      | María Elena Lavaud       | 2002-2013 |
| Pasados        |                          |           |
| País           | Nombre                   | Período   |
| Venezuela      | Pedro Pablo Peñaloza     | 2010-2012 |
| Venezuela      | Carlos Acosta            | 2002-2004 |
| Venezuela      | Marjorie Martínez        | 2002-2004 |
| Venezuela      | José Francisco Rivera    | 2004-2005 |
| Venezuela      | Isabel González Capriles | 2004-2005 |
| Venezuela      | María Isabel Párraga     | 2004-2008 |
| Venezuela      | Alejandra Otero          | 2005-2007 |
| Venezuela      | Mariana Reyes            | 2008-2011 |
| Venezuela      | Andreína Fuenmayor       | 2010-2012 |

## Final
El programa finalizó el 16 de agosto de 2013 después de 12 años en televisión. La repentina renuncia de Leopoldo Castillo de Globovisión se dio en una etapa en la que los nuevos propietarios del canal mostraban su intención de reformular su política editorial para ser un canal «de centro». Sin embargo, Castillo comentó: «Me voy sin ninguna tristeza en el alma».